# Manuel Ayau
Pour les articles homonymes, voir Ayau.
Manuel Ayau, né le 27 décembre 1925 et mort le 4 août 2010, est un entrepreneur guatémaltèque devenu économiste. 

## Biographie
Il a une formation d'ingénieur. À la suite de la lecture d'un livre de Ludwig von Mises, il fonde la même année avec sept autres membres un cercle de réflexion sur le libéralisme classique et l'école autrichienne d'économie. En 1971, il lance une université privée, l’Université Francisco Marroquin, dans la ville de Guatemala. Elle porte le nom du premier évêque du pays, célèbre pour ses qualités d'éducateur. Ayau en était le recteur honoraire et y a enseigné l'économie. Voulue comme une alternative à l'enseignement supérieur public, l'université est devenue l'un des meilleurs établissements du pays. 
Il a été vice-président du Guatemala Stock Exchange et a siégé à la chambre des représentants.
Manuel Ayau a présidé la Société du Mont Pèlerin de 1978 à 1980.